# Sommation de Borel
Pour les articles homonymes, voir Borel.
En mathématiques, la sommation de Borel est une généralisation de la notion usuelle de sommation d'une série. En particulier, elle donne une définition d'une grandeur qui se comporte en de nombreux aspects comme la somme, même lorsque la série est divergente. Ce concept est notamment très utile en théorie des perturbations, une branche des mathématiques très utilisée dans les calculs de physique. Ce procédé de sommation fut d'abord étudié par le mathématicien Émile Borel.

## Définition
Soit y la série formelle des puissances de z :
{\displaystyle y\ =\ \sum _{k=0}^{\infty }\ y_{k}\ z^{k}}
On définit la transformée de Borel {\displaystyle {\mathcal {B}}y} de y par :
{\displaystyle {\mathcal {B}}y\ =\ \sum _{k=1}^{\infty }\ {\frac {y_{k}}{(k-1)!}}\ t^{k-1}}
Supposons alors que :
1. {\displaystyle {\mathcal {B}}y} possède un rayon de convergence non nul comme fonction de {\displaystyle t} ;
2. {\displaystyle {\mathcal {B}}y} peut être prolongée analytiquement en une fonction {\displaystyle {\hat {y}}(t)} sur la droite réelle positive ;
3. la fonction {\displaystyle {\hat {y}}(t)} croit au plus exponentiellement sur la droite réelle positive.

Alors, y est dite Borel-sommable, et sa somme de Borel est donnée par la transformée de Laplace de la fonction {\displaystyle {\hat {y}}(t)} ; cette transformée existe, compte tenu de la condition (3) ci-dessus
{\displaystyle y^{(0)}(z)=y_{0}+\int _{0}^{+\infty }{\rm {e}}^{-zt}{\hat {y}}(t)~{\rm {d}}t.}

### Remarques
La transformation de Borel n'est autre que la série obtenue en appliquant une transformée de Laplace inverse terme à terme à la série initiale. Lorsque le calcul des transformées de Laplace peut se faire terme à terme, la sommation au sens de Borel donne le même résultat que la sommation usuelle des séries. Mais la somme de Borel est définie dans de nombreux cas où cette dernière ne l'est pas ; il s'agit donc d'une méthode de sommation « régulière » des séries divergentes, plus puissante que les méthodes de sommation d'Abel, mais n'ayant pas toutes les caractéristiques algébriques de celles-ci ; en particulier, elle n'est pas « stable », c'est-à-dire qu'une série obtenue par décalage en posant {\displaystyle y'_{n}=y_{n+1}} ne vérifie pas {\displaystyle y'^{(0)}(z)=y^{(0)}(z)-y_{0}}.

## Propriétés
Une série {\textstyle \sum _{k\geqslant 0}u_{k}} est dite de Gevrey d'ordre p s'il existe des constantes A et C telles que
{\displaystyle \forall k\geqslant 1,\ |u_{k}|<CA^{k}(k!)^{\frac {1}{p}}}
Alors si, pout t donné {\textstyle {\hat {u}}=\sum _{k\geqslant 0}u_{k}t^{k}} est de Gevrey, sa transformée de Borel converge.

## Applications
Equation quadratique
On considère l'équation différentielle :
{\displaystyle \forall t>0,u'(t)+u(t)^{2}=0,u(0)=1}
Une recherche de solution sous forme de série entière donne :
{\displaystyle u(t)=\sum _{k=0}^{+\infty }(-1)^{k}t^{k}}
Cette série ne converge que pour {\displaystyle |t|<1}, aussi on étudie sa transformée de Borel :
{\displaystyle {\mathcal {B}}u(t)=\sum _{k=0}^{+\infty }(-1)^{k}{\frac {t^{k}}{k!}}=-\mathrm {e} ^{-t}.}
Ceci permet de déterminer un prolongement de la solution, par sa transformée de Borel-Laplace :
{\displaystyle {\hat {u}}(t)={\mathcal {L}}({\mathcal {B}}u)(t)=1-\int _{0}^{+\infty }-\mathrm {e} ^{-\xi }\mathrm {e} ^{-\xi /t}\,\mathrm {d} \xi ={\frac {1}{1+t}}.}
Equation d'Euler
On considère l'équation différentielle :
{\displaystyle \forall t>0,t^{2}u'(t)+u(t)=t,u(0)=0}
Une recherche de solution sous forme de série entière formelle donne :
{\displaystyle u(t)=\sum _{k=0}^{+\infty }(-1)^{k}k!t^{k}}
Cette série a un rayon de convergence nul mais est de type Gevrey, aussi sa transformée de Borel existe :
{\displaystyle {\mathcal {B}}u(t)=\sum _{k=0}^{+\infty }(-1)^{k}t^{k}={\frac {1}{1+t}}.}
Ceci permet de déterminer un prolongement de la solution, par sa transformée de Borel-Laplace :
{\displaystyle {\hat {u}}(t)={\mathcal {L}}({\mathcal {B}}u)(t)=\int _{0}^{+\infty }{\frac {1}{1+\xi }}\mathrm {e} ^{-\xi /t}\,\mathrm {d} \xi ={\frac {1}{1+t}}.}
qui existe sur tout le demi-plan complexe de partie réelle positive.